# Goeber
Goeber, właśc. Goeber Henrique Maia (ur. 17 maja 1982 w Brasílii) – brazylijski piłkarz występujący na pozycji pomocnika.

## Kariera piłkarska

### Kariera klubowa
W 2002 rozpoczął karierę piłkarską w drużynie ARUC. Potem występował w klubach SE Gama, Guarani FC, CR Flamengo, América Natal, Ipatinga FC, Brasiliense FC, Grêmio Barueri, Sertãozinho FC, Guaratinguetá, AD Cabofriense, Ceilândia EC i Anápolis FC. 31 sierpnia 2011 wyjechał za ocean do Ukrainy, gdzie został piłkarzem Wołyni Łuck i grał do zakończenia sezonu 2011/12.

## Sukcesy i odznaczenia

### Sukcesy klubowe
- mistrz Campeonato Brasiliense: 2003
- zdobywca Copa do Brasil: 2006